# LÉ Deirdre
La LÉ Deirdre (P20) fu un pattugliatore che operò con il Seirbhís Chabhlaigh na hÉireann. Il suo nome in gaelico è in onore di Deirdre, tragica eroina suicidatasi dopo l'assassinio del suo amore.
La Deirdre fu la prima nave militare irlandese costruita in patria, nei cantieri navali di Cork. La sua costruzione venne ordinata per sostituire i dragamine della classe Ton, usati dal Seirbhís per il pattugliamento. Fu specificamente progettata per avere un lungo raggio d'azione in mare aperto e divenne il prototipo per la successiva motovedetta del Seirbhís, la LÉ Emer.
Il costo, pagato dalle casse statali, fu di 190 000 sterline irlandesi. Fu acquistata nel 2001 con un'asta dal gruppo inglese Seastream International per la conversione in uno yacht di lusso. Il costo, 50 000 sterline irlandesi all'inizio dell'asta, lievitò alla fine a 500 000 sterline, secondo un portavoce della stessa compagnia, costituendo così un importante rientro per il governo.